# Pressignac-Vicq
Pressignac-Vicq település Franciaországban, Dordogne megyében. Lakosainak száma 454 fő (2022. január 1.). Pressignac-Vicq Sainte-Foy-de-Longas, Baneuil, Mauzac-et-Grand-Castang, Lalinde, Cause-de-Clérans és Saint-Marcel-du-Périgord községekkel határos.

## Népesség
A település népességének változása:
| Lakosok száma | 341  | 349  | 385  | 453  | 476  | 452  | 432  | 426  | 435  | 454  |
|               | 1968 | 1982 | 1990 | 2006 | 2013 | 2015 | 2017 | 2019 | 2020 | 2022 |